# Chrást (Příbram)
Chrást è un comune della Repubblica Ceca facente parte del distretto di Příbram, in Boemia Centrale.